# Lupin III.: Part 4
Lupin III.: Part 4, (jap. ルパン三世, in Italien Lupin III – L’avventura italiana) ist eine Anime-Fernsehserie aus dem Jahr 2015, die die Lupin-III-Serien fortsetzt. Sie entstand beim Studio Telecom Animation Film und ist in die Genres Seinen, Action, Abenteuer und Comedy einzuordnen. Am 8. Januar 2016 wurde der Fernsehfilm Italian Game, das aus drei Episoden der Serie und neuen Szenen besteht, im japanischen Fernsehen ausgestrahlt.

## Inhalt
Die Geschichten erzählen die Abenteuer des Meisterdiebs Lupin III. und dessen Komplizen Daisuke Jigen in Italien. Sie reisen durch das Land auf der Suche nach Schätzen oder auf Diebeszug. Dabei treffen sie immer wieder auf ihre alte Bekannte, die Diebin Fujiko Mine oder werden vom Samurai Goemon Ishikawa unterstützt. Goemon erlebt auch einige Abenteuer auf eigene Faust. Außerdem ist Inspector Zenigata von Interpol stets hinter ihnen her und Lupin macht die Bekanntschaft mit Rebecca Rossellini, einer reichen jungen Adligen, die er sogleich wegen eines Schatzes heiratet. Doch ist Rebecca selbst – aus Langeweile und Abenteuerlust – als Diebin aktiv. So versuchen sich Lupin und Rebecca mehrfach gegenseitig auszutricksen.

## Produktion und Veröffentlichung
Die Serie entstand beim Studio Telecom Animation Film unter der Gesamtregie von Kazuhide Tomonaga. Unter ihm war auch Yūichirō Yano als Regisseur beteiligt. Das Drehbuch schrieb Yūya Takahashi und die künstlerische Leitung lag bei Yasuhiro Yamako. Für die bei Dandelion Animation Studio entstandenen Computeranimationen führte Kazuhiro Tamura Regie. Regisseur Kazuhide Tomonaga und Komponist Yūji Ōno waren bereits an früheren Lupin-Verfilmungen beteiligt.
Die 26 Folgen des Animes wurden erstmals vom 30. August bis 30. November 2015 beim italienischen Sender Italia 1 ausgestrahlt. Im Anschluss an das Finale wurde eine italienisch-produzierte, 30-minütige Dokumentation zur Entstehung des Franchises und der Serie auf Italia 1 unter dem Titel Lupin III – Speciale L’Avventura Italiana ausgestrahlt. Am 18. Oktober 2018 wurde vom Regisseur Luca Martera eine 1,5-stündige Fassung der Dokumentation mit dem Titel Lupin III – Tutta la Storia online veröffentlicht. Vom 2. Oktober 2015 bis zum 18. März 2016 folgte dann die Ausstrahlung der Serie in Japan bei Nippon TV. Bei der japanischen Erstausstrahlung wurden jedoch nur 24 der 26 Episoden ausgestrahlt, die restlichen zwei wurden auf DVD, Blu-ray und online erstveröffentlicht sowie bei Wiederholungen ausgestrahlt. Eine englische Synchronfassung erschien bei Anime Limited. Außerdem wurde die Serie mit Untertiteln von Crunchyroll in Nord- und Südamerika, dem Vereinigten Königreich und Irland, Australien und Neuseeland, sowie den Niederlanden und Skandinavien, und Wakanim im französischsprachigen Raum per Streaming Media als Simulcast veröffentlicht.

### Synchronisation
| Rolle              | japanischer Sprecher (Seiyū) |
| ------------------ | ---------------------------- |
| Arsene Lupin III   | Kanichi Kurita               |
| Daisuke Jigen      | Kiyoshi Kobayashi            |
| Goemon Ishikawa    | Daisuke Namikawa             |
| Fujiko Mine        | Miyuki Sawashiro             |
| Inspector Zenigata | Kōichi Yamadera              |
| Rebecca Rossellini | Yukiyo Fujii                 |
| Da Vinci           | Kazuhiko Inoue               |
| Nix                | Shunsuke Kazuya              |
| Elena Gotti        | Atsuko Tanaka                |
| Livia              | Sayaka Ohara                 |

### Musik
Die Musik der italienischen und somit internationalen Fassung wurde von Papik komponiert. Als Vorspannlied wurde Lupin, un ladro in vacanza vom italienischen Rapper Moreno verwendet. Die Musik der japanischen Fassung Serie wurde von Yūji Ōno komponiert. Der Vorspanntitel Theme from Lupin III 2015 stammt von You & Explosion Band, mit denen Yūji Ōno oft zusammenarbeitet, und das Abspannlied ist Chanto Iwanakya Ai Sanai (ちゃんと言わなきゃ愛さない) von Sayuri Ishikawa. International wurde U belong to me von meg und Don’t leave me von Sweep für den Vor- und Abspann verwendet.

## Deutsche Veröffentlichung
Im August 2024 gab Crunchyroll bekannt, dass man sich die Vermarktungsrechte an der Serie für den deutschsprachigen Raum gesichert hat und eine Veröffentlichung für das Jahr 2025 anstrebt.

## Episodenliste
| Nr. (ges.) | Nr. (St.) | Deutscher Titel | Originaltitel                                                | Erstausstrahlung Italien | Deutschsprachige Erstveröffentlichung (D/A/CH) | Regie                                                            | Drehbuch                          |
| ---------- | --------- | --------------- | ------------------------------------------------------------ | ------------------------ | ---------------------------------------------- | ---------------------------------------------------------------- | --------------------------------- |
| 1          | 1         | –               | ルパン三世の結婚 Rupan sansei no kekkon                      | 30. Aug. 2015            | –                                              | Yūichirō Yano, Kazuhide Tomonaga, Nobuo Tomizawa & Keiko Oyamada | Yūya Takahashi                    |
| 2          | 2         | –               | 偽りのファンタジスタ Itsuwari no fantajisuta                 | 30. Aug. 2015            | –                                              | Takuma Hirabayashi                                               | Tomohiro Suzuki                   |
| 3          | 3         | –               | 生存率0.2% Seizonritsu 0.2%                                  | 30. Aug. 2015            | –                                              | Yasumi Mikamoto & Kazuhide Tomonaga                              | Yūya Takahashi                    |
| 4          | 4         | –               | 我が手に拳銃を Waga te ni kenjū o                            | 30. Aug. 2015            | –                                              | Hisaya Takabayashi                                               | Tomohiro Suzuki                   |
| 5          | 5         | –               | 魔法使いの左手 Mahōtsukai no hidarite                        | 6. Sep. 2015             | –                                              | Yoshitaka Nagaoka                                                | Erika Yoshida                     |
| 6          | 6         | –               | ヴェニス・オブ・ザ・デッド Venisu obu za deddo               | 6. Sep. 2015             | –                                              | Hiromichi Matano                                                 | Yūya Takahashi                    |
| 7          | 7         | –               | 満月が過ぎるまで Mangetsu ga sugiru made                     | 6. Sep. 2015             | –                                              | Keiko Oyamada                                                    | Tatsurō Inamoto                   |
| 8          | 8         | –               | ザッピング・オペレーション Zappingu operēshon                | 13. Sep. 2015            | –                                              | Hiroshi Ikehata                                                  | Yūya Takahashi                    |
| 9          | 9         | –               | ホーンテッドホテルへようこそ Hōnteddo hoteru e yōkoso        | 13. Sep. 2015            | –                                              | Masaki Utsunomiya                                                | Tomohiro Suzuki                   |
| 10         | 10        | –               | 殺し屋たちの鎮魂歌（レクイエム） Koroshiya-tachi no rekuiemu | 13. Sep. 2015            | –                                              | Yoshitaka Nagaoka                                                | Tatsurō Inamoto                   |
| 11         | 11        | –               | 恋煩いのブタ Koi wazurai no buta                             | 20. Sep. 2015            | –                                              | Yōsuke Senbo                                                     | Erika Yoshida                     |
| 12         | 12        | –               | イタリアの夢 前篇 Itaria no yume zenpen                      | 20. Sep. 2015            | –                                              | Takuma Hirabayashi                                               | Yūya Takahashi                    |
| 13         | 13        | –               | イタリアの夢 後篇 Itaria no yume kōhen                       | 20. Sep. 2015            | –                                              | Osamu Kobayashi                                                  | Yūya Takahashi                    |
| 14         | 14        | –               | ルパン三世の最期 Rupan sansei no saigo                       | 28. Sep. 2015            | –                                              | Keiko Oyamada                                                    | Yūya Takahashi                    |
| 15         | 15        | –               | モナリザを動かすな Mona Riza o ugokasu na                    | 5. Okt. 2015             | –                                              | Tomoya Takahashi                                                 | Tomohiro Suzuki                   |
| 16         | 16        | –               | ハイスクール潜入大作戦！ Haisukūru sennyū daisakusen!        | 12. Okt. 2015            | –                                              | Keiko Oyamada                                                    | Yūya Takahashi & Ryōsuke Fujisawa |
| 17         | 17        | –               | ルパンの休日 Rupan no kyūjitsu                               | 19. Okt. 2015            | –                                              | Yoshitaka Nagaoka                                                | Erika Yoshida                     |
| 18         | 18        | –               | 皆殺しのマリオネット Minagoroshi no marionetto               | 25. Okt. 2015            | –                                              | Hiromichi Matano                                                 | Tatsurō Inamoto                   |
| 19         | 19        | –               | 始まりの晩餐 Hajimari no bansan                              | 2. Nov. 2015             | –                                              | Nobuo Tomizawa & Yoshitaka Nagaoka                               | Yūya Takahashi                    |
| 20         | 20        | –               | 龍は静かに眠る Ryū wa shizuka ni nemuru                      | 9. Nov. 2015             | –                                              | Takuma Hirabayashi                                               | Tomohiro Suzuki                   |
| 21         | 21        | –               | もう一度、君の歌声 Mou ichido, kimi no utagoe                | 15. Nov. 2015            | –                                              | Kenichi Maejima                                                  | Erika Yoshida                     |
| 22         | 22        | –               | 日本より愛をこめて Nippon yori ai o komete                   | 15. Nov. 2015            | –                                              | Keiko Oyamada                                                    | Tatsurō Inamoto                   |
| 23         | 23        | –               | ノンストップランデブー Nonsutoppu randebū                    | 22. Nov. 2015            | –                                              | Nobuo Tomizawa                                                   | Yūya Takahashi                    |
| 24         | 24        | –               | ルパン、頂きに参ります Lupin, itadaki ni mairimasu           | 23. Nov. 2015            | –                                              | Hiromichi Matano                                                 | Erika Yoshida                     |
| 25         | 25        | –               | 世界解剖 前篇 Sekai kaibō zenpen                             | 29. Nov. 2015            | –                                              | Yoshitaka Nagaoka                                                | Yūya Takahashi                    |
| 26         | 26        | –               | 世界解剖 後編 Sekai kaibō kōhen                              | 30. Nov. 2015            | –                                              | Keiko Oyamada                                                    | Yūya Takahashi                    |

## Manga
Ab Oktober 2015 erschien eine Manga-Serie zum Anime im Magazin Manga Action von Futabasha. Die Serie wurde vom Lupin-Schöpfer Monkey Punch geschrieben und von Naoya Hayakawa zeichnerisch umgesetzt. Es erschienen vier Sammelbände, das letzte wurde am 28. November 2016 veröffentlicht.